# Małgorzata Mirga-Tas
Małgorzata Mirga-Tas (n. 1978, Zakopane, Nowy Sącz Voivodeship⁠(d), Polonia) este o artistă, sculptoriță, pictoriță, activistă, feministă și învățătoare poloneză-romă, câștigătoare a premiului Paszport Polityki pentru artă poloneză. În 2022, Mirga-Tas a reprezentat Polonia la cea de-a 59-a ediție a Bienalei Internațioanle de Artă de la Veneția, în cadrul expoziției „Milk of Dreams”, și a devenit astfel prima artistă romă care a reprezentat o țară la acest eveniment de artă.

## Biografie
Mirga-Tas s-a născut în 1978 în Zakopane, Polonia. Este de origine romă, membră a sub-grupului etnic Bargitka. A absolvit Academia de Arte din Cracovia în 2004. Mirga-Tas trăiește și lucrează în Czarna Góra, un sat de romi aflat la poalele Munților Tatra.

## Carieră

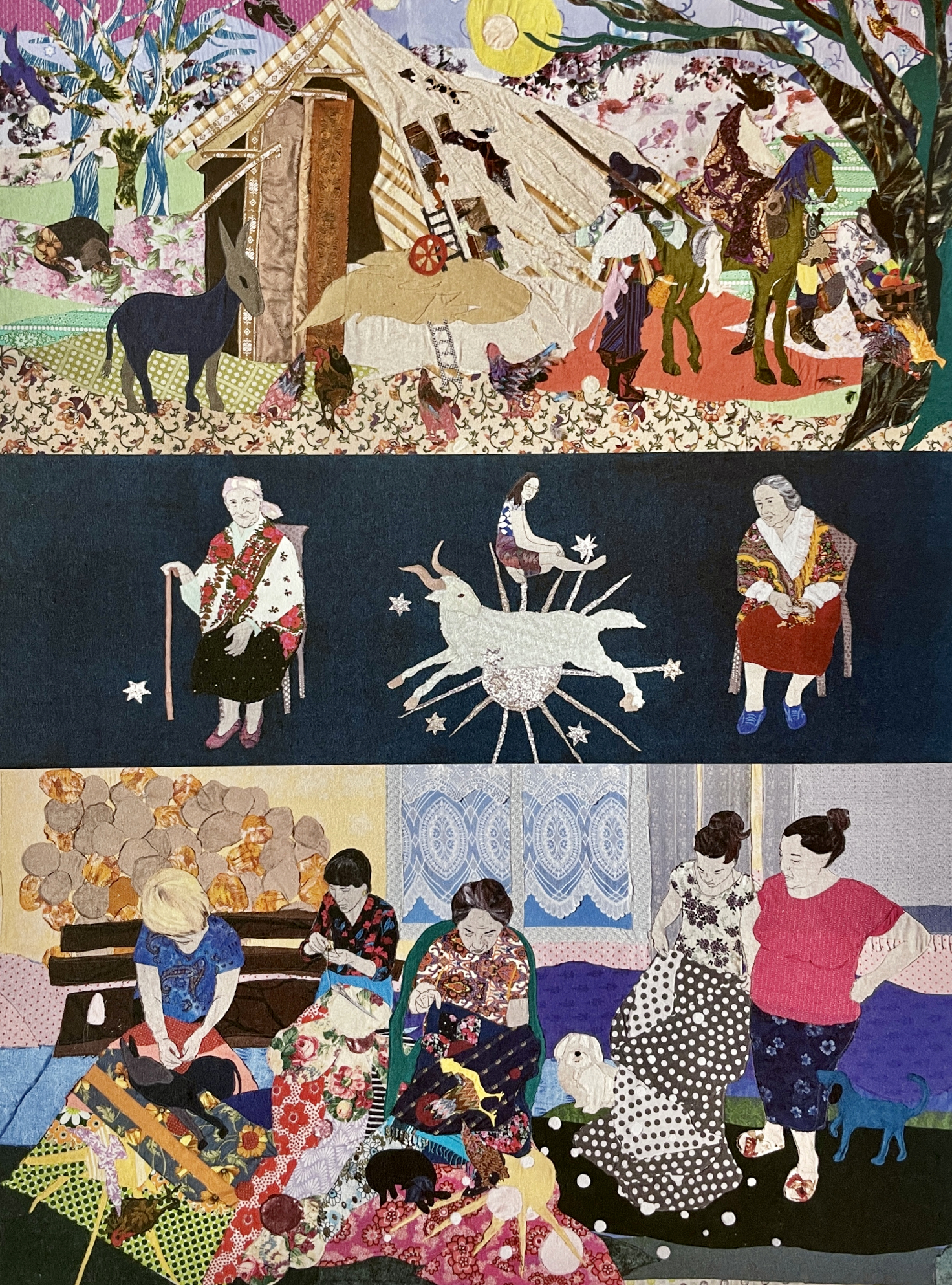
Małgorzata Mirga-Tas, Re-Enchanting the World (detaliu)

Și-a început cariera ca sculptor în carton. Ea a dezvoltat o metodă unică de utilizare a cartonului, lipiciului și diferitelor materiale pentru a sculpta figuri animale și umane. Mai târziu, a sculptat din ceară chipuri de oameni. După aceea, a trecut la pictura pe carton, iar mai târziu la pictura pe pânză. Lucrările ei actuale sunt create folosind o tehnică mixtă și sunt caracterizate de culori puternice, cu diferite materiale precum material textil, blană, mărgele, pene și chiar cărți de joc, pentru a da o notă tridimensională operelor sale. Creația sa artistiică este influențată de mișcarea Renașterii din Harlem din anii 1920 și 1930, precum și de arta africană și de artistul afro-american Kerry James Marshall. În ciuda culorilor vibrante folosite, operele sale redau o viziune realistă: o femeie care fumează o țigară, la un joc de cărți sau atârnă rufe.
Una dintre cele mai faimoase lucrări ale sale este o sculptură din 2011, care comemorează Holocaustul romilor, situată în Bozenczyn Dolny, Polonia. În lucrările ei timpurii, Mirga-Tas a descris tranziția din anii 1960 și 1970 a poporului rom de la viața nomadă la stabilirea permanentă în sate și orașe. Expoziția sa „Out of Egypt” (2021) de la Galeria Arsenal din Bialystok descrie viața poporului rom în secolul al XVII-lea, o viață nomadă înainte de a se stabili în așezări permanente.
Ca activistă, pe când era încă studentă la universitate, s-a ocupat de educația și formarea tinerilor romi din Polonia. În 2007, împreună cu Bogumiła Delimata și Krzysztof Gil, a fondat mișcarea de artă romă în Polonia. Între 2012-2016, a inițiat un sat deschis al artiștilor pentru femeile artiste de origine romă. În 2017, a contribuit la înființarea ERIAC, un centru de artă romă din Berlin.

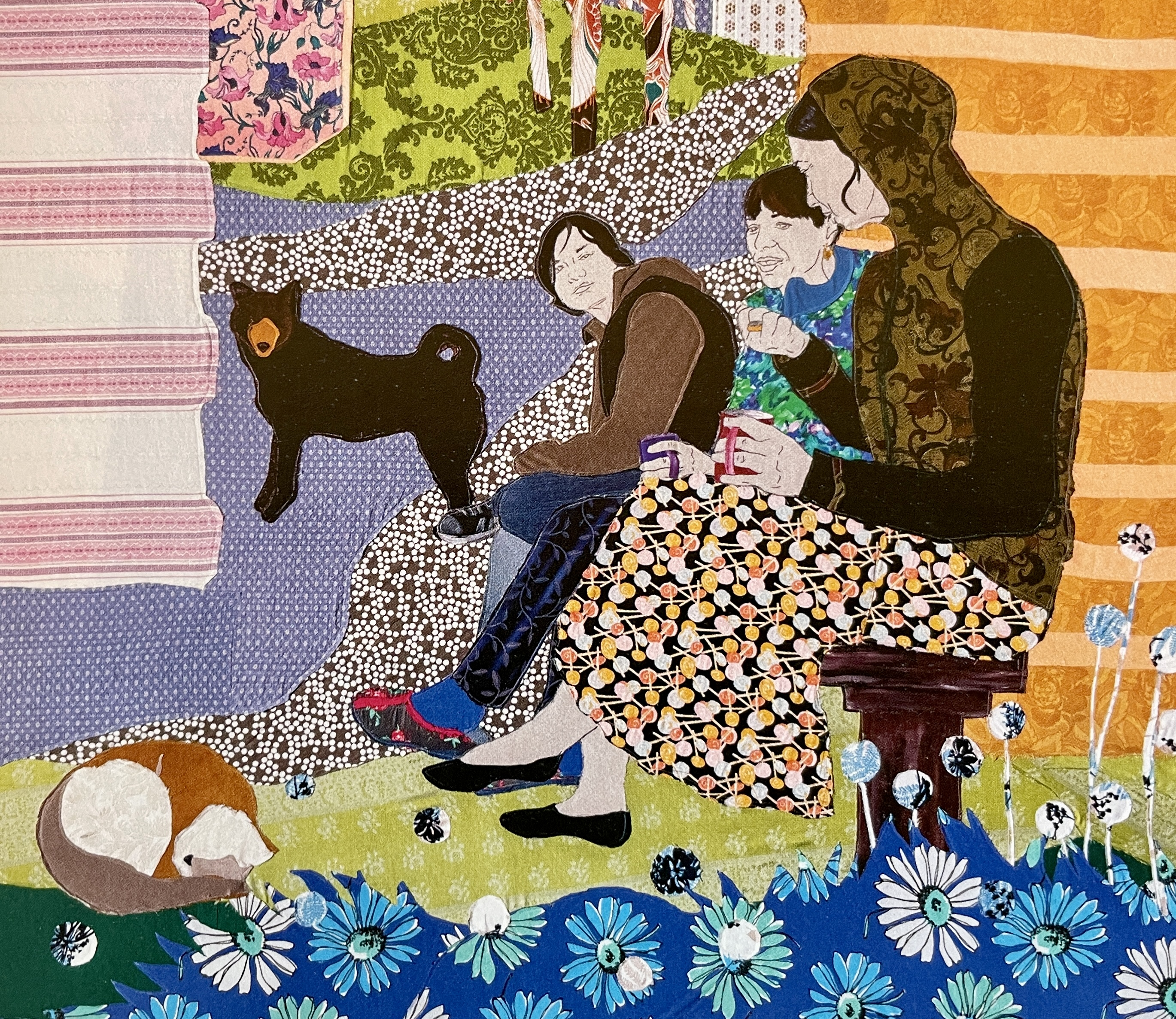
Małgorzata Mirga-Tas, Re-Enchanting the World (detaliu)

Creațiile sale artistice au fost expuse la a XI-a Bienală de la Berlin (2020), la Centrul de Sculptură Poloneză din Orońsko (2020), la Muzeul de Artă Modernă din Varșovia (2020). Expoziția „Wyjście z Egiptu" (Out of Egipt, 2021), care descrie viața romilor în secolul al XVII-lea, a fost prezentată în 2021 la Galeria Arsenal din Bialystok.
În 2022, Mirga-Tas a reprezentat Polonia la cea de-a 59-a ediție a Bienalei Internaționale de Artă de la Veneția, în cadrul expoziției coective „Milk of Dreams”, fiind prima artistă romă care a reprezentat o țară la acest eveniment. Expoziția personală s-a intitulat „Re-Enchanting the World”. Această expoziție a fost alcătuită din douăsprezece țesături de format mare, din trei părți, care se referă la celebrul ciclu de fresce „calendar” de la Palazzo Schifanoia din Ferrara. Picturile înfățișează zeii olimpici, semnele zodiacale și scene din viața curții din Ferrara, reprezentative pentru istoria artei europene, iar artista le-a folosit pentru a descrie identitatea romilor polonezi. Ea a reinterpretat aceste imagini și motive și a inclus elemente din cultura romă poloneză, precum și texte care combat prejudecățile despre romi în general.

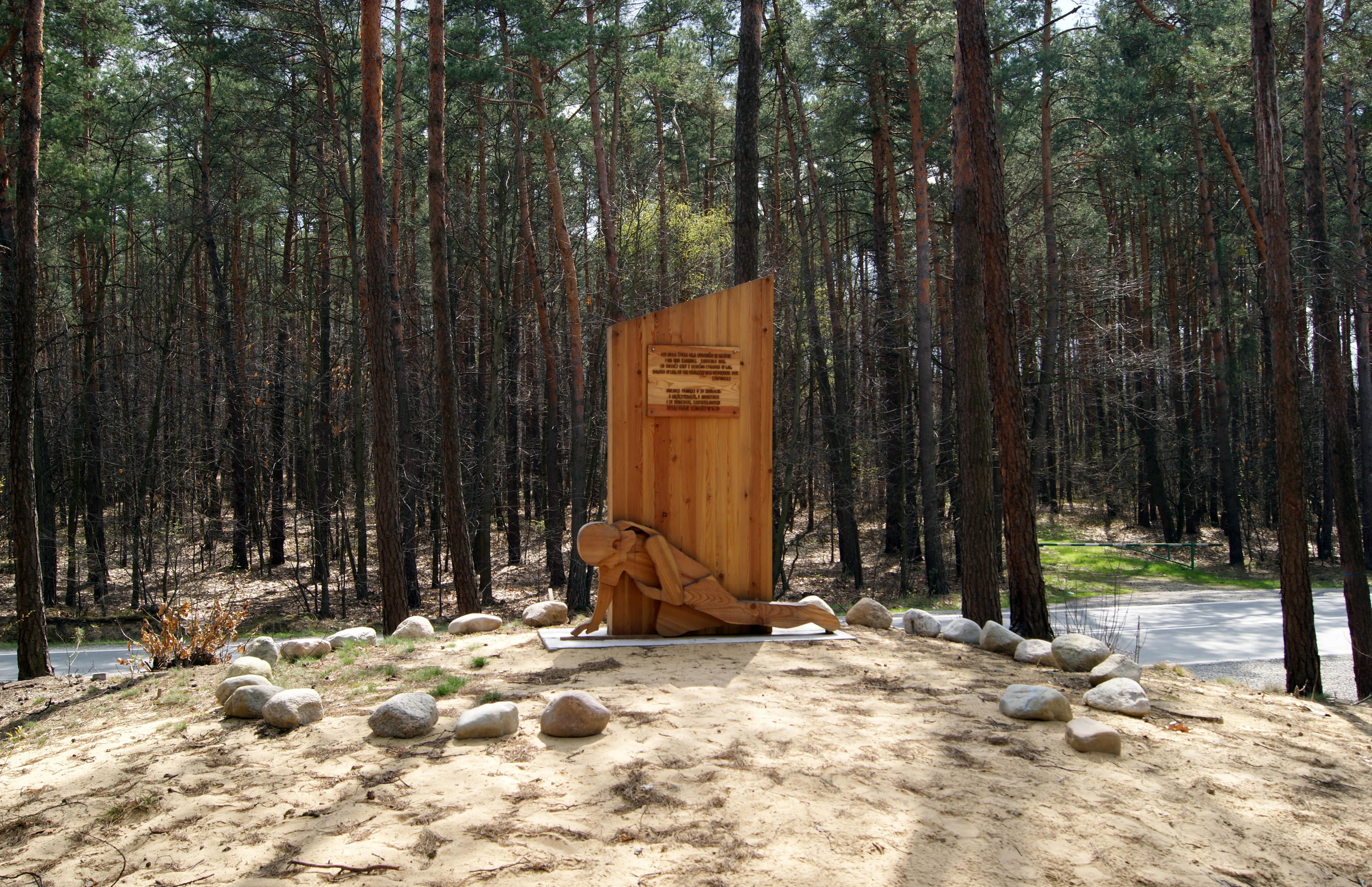
Małgorzata Mirga-Tas: Monument al Holocaustului romilor din timpul celui de-Al Doilea Război Mondial, în satul Borzęcin, din Brzesko, Polonia.

Prin creațiile ei artistice, Mirga-Tas a încercat să extindă iconosfera și istoria artei poloneză și europeană pentru a curpinde și imagini ale culturii rome. Ea a creat un univers veșnic supus transformării, care a evoluat într-un fel de adăpost, un popas plin de speranță. Majoritatea materialelor și textilelor folosite de Małgorzata Mirga-Tas provin de la oameni pe care artista îi cunoaște și, uneori, îi și înfățișează în lucrările sale. Printre materialele folosite, se află și haine din magazinele second-hand, iar reciclarea acestor țesături și utilizarea diverselor obiecte găsite, cum ar fi cărți de joc, ace și cercei adaugă profunzime și unicitate operei sale.
Pe lângă expoziție, a fost creat un catalog în poloneză și engleză. Acesta a inclus texte ale curatorilor și eseuri ale scriitorilor invitați, Ali Smith, Damian Le Bas și Ethel Brooks, profesoară și șefa departamentului de Studii despre Femei, Gen și Sexualitate la Universitatea Rutgers, precum și poezii de Teresa Mirga-Tas și Jan Mirga.
În 2023, a realizat o expoziție personală la Galeria Națională de Artă Zachęta din Varșovia, Polonia, apoi o alta la Muzeul Brücke din Berlin, Germania.

## Expoziții

### Expoziții personale
- 2022 - „Przeczarowując świat”, cea de-a 59-a ediție a Bienalei Internațioanle de Artă de la Veneția
- 2021 - „Wyjście z Egiptu”, Galeria Arsenał, Białystok
- 2020 - Centrul de sculptură poloneză din Orońsko
- 2019 - „Side Thawenca. Uszyte nićmi”, Galeria Antoniego Rząsy, Zakopane
- 2018 - „Medzi svetmi, Diera do Sveta”, Liptovský Mikuláš, Slovacia
- 2017 - „On the border”, Institutul Polonez, Bratisłava, Slovacia; „W drodze - Andro Drom”, Mathare Art Gallery, Nairobi, Kenya
- 2016 - Małgorzata Mirga-Tas, Teatrul național din Skopje, Macedonia de Nord
- 2011 - Małgorzata Mirga-Tas, Fabrica lui Oskar Schindler, Cracovia

### Expoziții colective
- 2020/2021 - „Coś wspólnego”, Wisłą, Varșovia
- 2020 - a XI-a Bienală de la Berlin, Institutul de artă contemporană din Berlin
- 2019 - a III-a Bienală de Artă de la Timișoara, România; cea de-a 44-a Bienală de Pictură de la Bielska Jesień, Bielsko-Biała; „Speaking in One's Own Voice”, Galeria Promocyjna, Varșovia
- 2018 - „Prawo spojrzenia”, Galeria Szara Kamienica, Cracovia
- 2017 - „Transcending the Past, Shaping the Future”, ERIAC, Berlin, Niemcy; „The Universe Is Black”, Galeria Morawska, Brno, Cehia cea de-a 42-a Bienală de Pictură de la Bielska Jesień, Bielsko-Biała
- 2016 - „pany chłopy chłopy pany,” BWA Sokół, Sądecki Park Etnograficzny, Nowy Sącz; „Kali Berga”, Księgarnia | Wystawa, Kraków
- 2011 - Międzynarodowe Sympozjum Rzeźbiarskie, Bratysława, Słowacja; „Romani Art”, Muzeul de Etnografie, Varșovia
- 2008 - Romani Art, Muzeul de Etnografie, Tarnów